# Кларенс (Австралия)
Кларенс (англ. Clarence), Кларенский городской совет — район местного управления в Тасмании, один из пяти муниципалитетов, входящих в агломерацию Хобарта. Располагается на восточном берегу реки Деруэнт от Отаго до полуострова Саут-Арм, включает небольшие населенные пункты: Кембридж, Ричмонд и Севен-Майл-Бич. Население городского совета составляет 54 819 человек.

## История
Территория городского совета Кларенс, когда-то была частью традиционной земли Мумаиремэнера, подгруппы тасманийских аборигенов. В 1803 году остров Тасмания (тогда Земля Ван Димена) был колонизирован Соединенным Королевством Великобритании и Ирландии, которое впоследствии основало поселение Хобарт-Таун. К 1820-м годам поселение распространилось на "Кларенс Плейнс", но область оставалась в основном сельскохозяйственной до середины-конца 20-го века, когда она испытала бум жилой застройки. С тех пор Кларенс быстро вырос и стал самодостаточным городом.

## География
Кларенс вместе с Гленорчи, Хобартом и Кингборо образуют большой Хобарт.
По площади Кларенс - один из крупнейших городов Австралии, занимающий более 386 квадратных километров, с 191 километром береговой линии, включая более двадцати пляжей, наиболее популярными из которых являются Беллерив-Бич, Хаура-Бич, Севен-Майл-Бич и Клифтон-Бич. Более трети общей площади города составляют нетронутые заросли, многие парки и обширные территории отданные заповедникам.
В районе доминирует длинный, низменный хребет холмов, который проходит параллельно реке. Уникальной особенностью обоих берегов Деруэнта является то, что жильё строится только на определенной высоте, сохраняя естественный силуэт вдоль вершин холмов. Есть большие площади сельхозугодий, и много виноградников.

### Климат
Расположенный на 42° к югу, Кларенс имеет мягкий умеренный морской климат (Cfb, согласно классификации климата Кёппена) со средней летней температурой 21 °C. В среднем Кларенс теплее и имеет меньше годовых осадков, чем Хобарт или Гленорчи. Южные пригороды известны своими сильными южными ветрами, известными на местном уровне как "морской бриз", особенно в летние месяцы. Восход солнца происходит на две-три минуты раньше, чем в Хобарте и Гленорчи.
| Показатель                       | Янв. | Фев. | Март | Апр. | Май  | Июнь | Июль | Авг. | Сен. | Окт. | Нояб. | Дек. | Год   |
| -------------------------------- | ---- | ---- | ---- | ---- | ---- | ---- | ---- | ---- | ---- | ---- | ----- | ---- | ----- |
| Средний суточный максимум, °C    | 22,4 | 22,3 | 20,7 | 18,1 | 15,2 | 12,9 | 12,4 | 13,4 | 15,3 | 17,3 | 18,9  | 20,6 | 17,5  |
| Средний суточный минимум, °C     | 12,0 | 12,0 | 10,7 | 8,7  | 6,6  | 4,6  | 4,1  | 4,6  | 6,0  | 7,5  | 9,1   | 10,7 | 8,0   |
| Норма осадков, мм                | 41,6 | 36,6 | 36,1 | 43,0 | 34,5 | 30,1 | 44,1 | 46,8 | 41,2 | 47,7 | 42,9  | 54,2 | 498,6 |
| Источник: Bureau of Meteorology. |      |      |      |      |      |      |      |      |      |      |       |      |       |

## Экономика
Несмотря на существование мелкомасштабного производства, сельского хозяйства и виноградарства, именно розничная торговля и государственное управление обеспечивают основной импульс местной экономики. Розничная торговля сосредоточена в пригороде Розни Парк, административном и коммерческом центре района. Она обеспечивает самый большой сектор местной экономики.
Основной экспортный продукт Кларенса - вино. Основанная, в основном вокруг долины реки между Ричмондом и Эктон-парком, виноградная промышленность города иллюстрируется винами европейского стиля.